# Habib Uzun
Habib Uzun (* 6. Mai 1992 in Izmir) ist ein türkischer Fußballspieler.

## Karriere
Uzun kam in Konak einem Stadtteil Izmirs auf die Welt und begann hier 2003 in der Jugend von Altınırmakspor mit dem Vereinsfußball. Später spielte er auch für die Jugendmannschaften von Manisaspor und Bucaspor. Zum Sommer 2010 erhielt er bei Bucaspor einen Profivertrag, spielte aber weiterhin überwiegend für die Reservemannschaft. Lediglich bei einer Erstligabegegnung gab er sein Profidebüt. Im Frühjahr 2011 verließ er Bucaspor und wechselte zum Drittligisten Hacettepe SK. Auch hier blieb er nur eine halbe Saison und spielte anschließend der Reihe nach für Erzurum Büyükşehir Belediyespor, Altınordu Izmir und Aydınspor 1923. 
Zum Frühjahr 2013 wechselte er zum Drittligisten Fethiyespor. Hier erreichte er mit der Mannschaft den Playoffsieg der Liga und damit zum Aufstieg in die TFF 1. Lig. Nach diesem Erfolg verließ Uzun seinen Verein Richtung Menemen Belediyespor.

## Erfolge
Mit Fethiyespor
- Playoffsieger der TFF 2. Lig: 2012/13
- Aufstieg in die TFF 1. Lig: 2012/13